# Embelia tsjeriam-cottam
Embelia tsjeriam-cottam är en viveväxtart som beskrevs av A. Dc. Embelia tsjeriam-cottam ingår i släktet Embelia och familjen viveväxter. Utöver nominatformen finns också underarten E. t. ferruginea.

## Bildgalleri

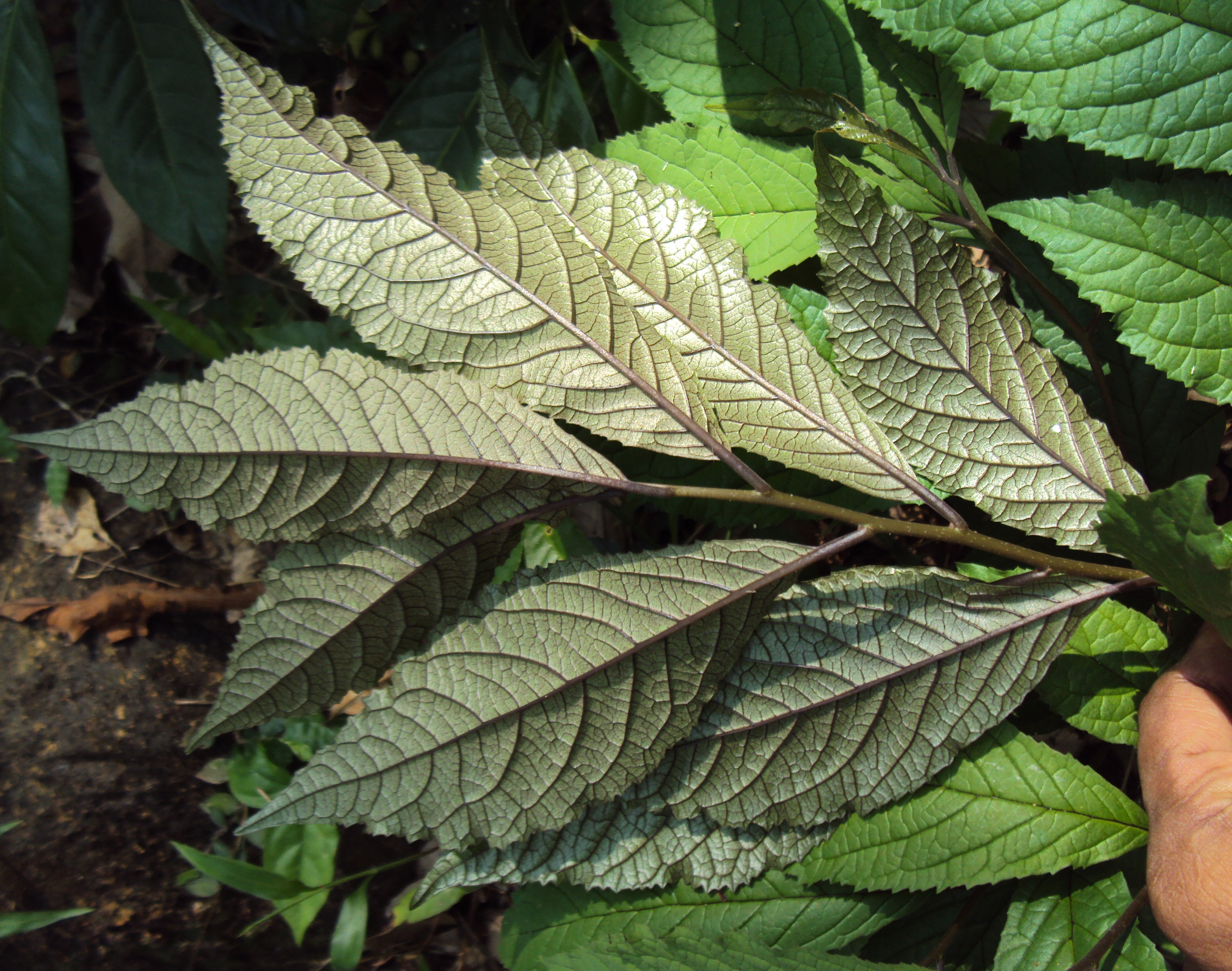
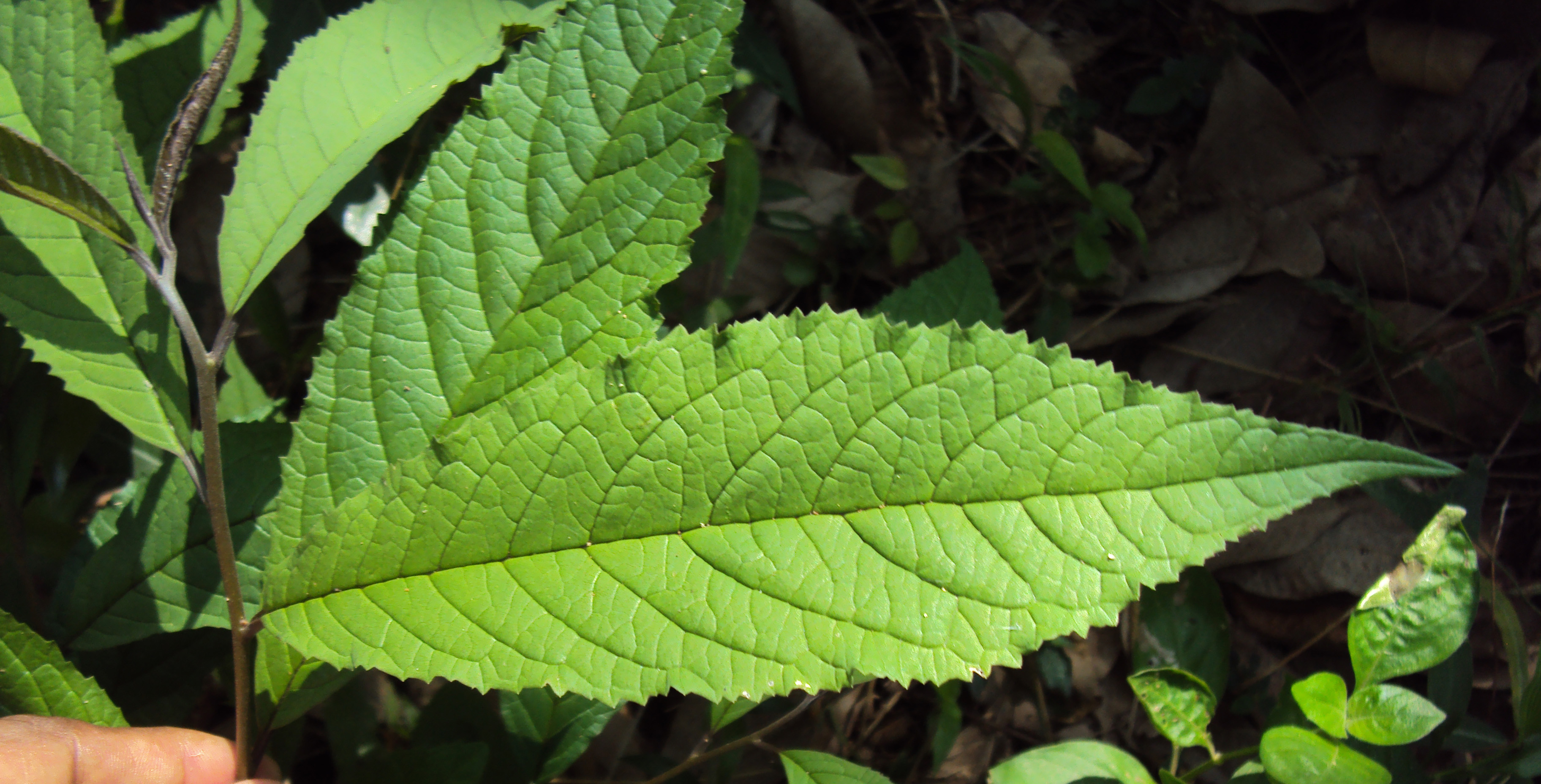
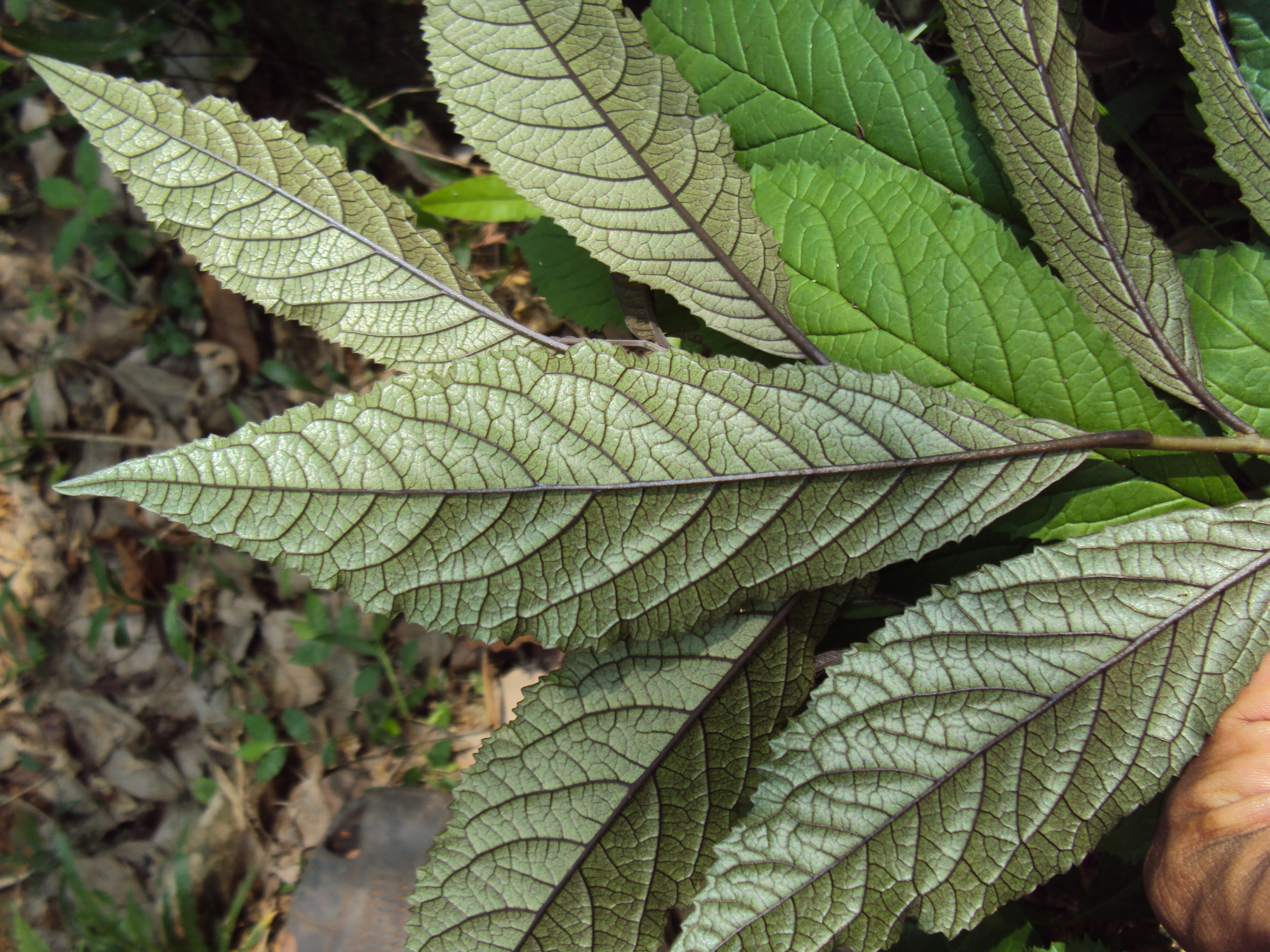
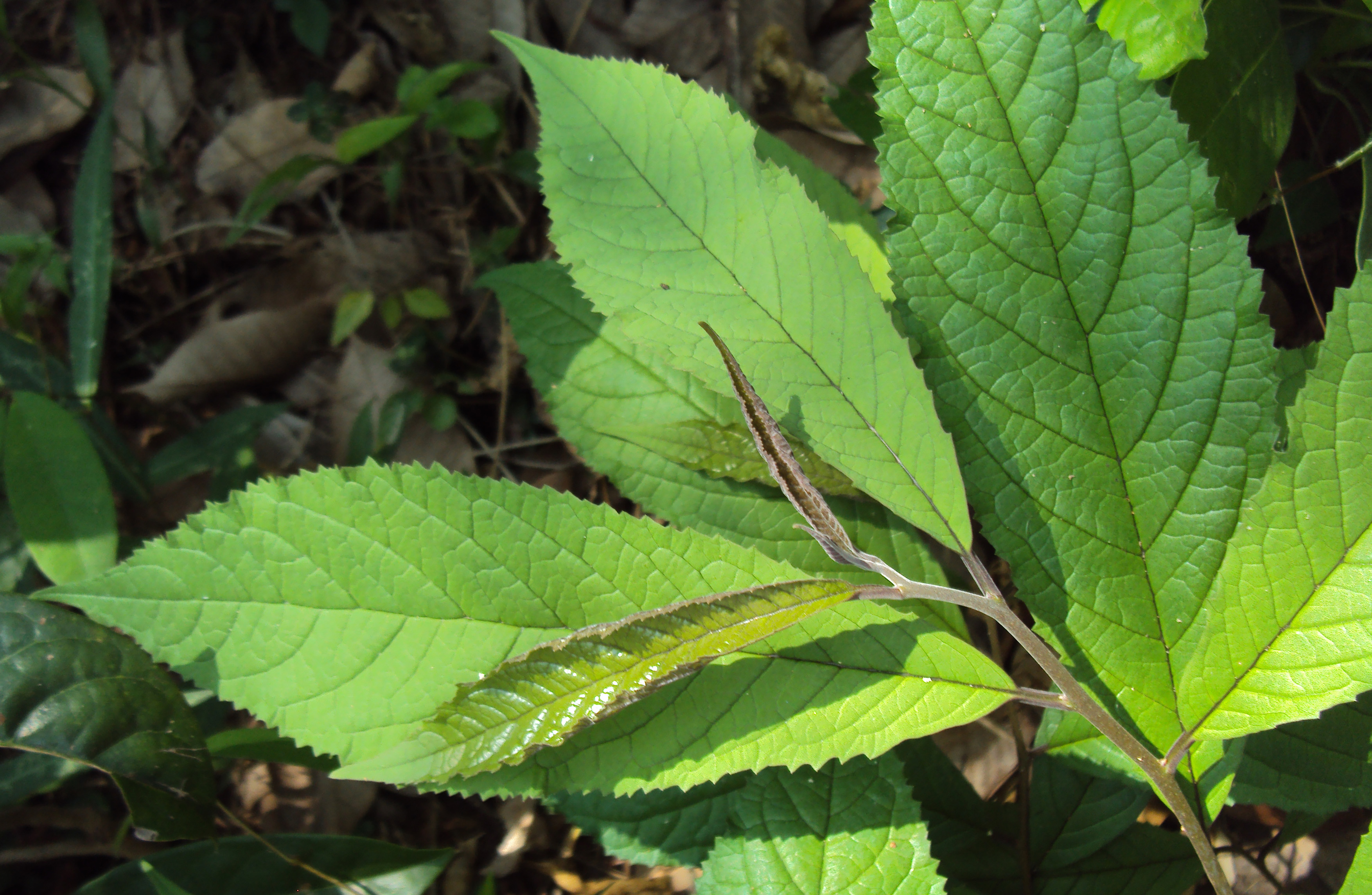